# Grand Prix Formule 1 van Italië 2008
De Grand Prix Formule 1 van Italië 2008 wordt gehouden van 12 tot 14 september 2008 op Autodromo Nazionale Monza.

## Kwalificatie
| Positie | Nummer | Naam                 | Team                | Q1       | Q2       | Q3       | Grid |
| ------- | ------ | -------------------- | ------------------- | -------- | -------- | -------- | ---- |
| 1       | 15     | Sebastian Vettel     | Toro Rosso-Ferrari  | 1:35.464 | 1:35.837 | 1:37.555 | 1    |
| 2       | 23     | Heikki Kovalainen    | McLaren-Mercedes    | 1:35.214 | 1:35.843 | 1:37.631 | 2    |
| 3       | 10     | Mark Webber          | Red Bull-Renault    | 1:36.001 | 1:36.306 | 1:38.117 | 3    |
| 4       | 14     | Sébastien Bourdais   | Toro Rosso-Ferrari  | 1:35.543 | 1:36.175 | 1:38.445 | 4    |
| 5       | 7      | Nico Rosberg         | Williams-Toyota     | 1:35.485 | 1:35.898 | 1:38.767 | 5    |
| 6       | 2      | Felipe Massa         | Ferrari             | 1:35.536 | 1:36.676 | 1:38.894 | 6    |
| 7       | 11     | Jarno Trulli         | Toyota              | 1:35.906 | 1:36.008 | 1:39.152 | 7    |
| 8       | 5      | Fernando Alonso      | Renault             | 1:36.297 | 1:36.518 | 1:39.751 | 8    |
| 9       | 12     | Timo Glock           | Toyota              | 1:35.737 | 1:36.525 | 1:39.787 | 9    |
| 10      | 3      | Nick Heidfeld        | BMW Sauber          | 1:35.709 | 1:36.626 | 1:39.906 | 10   |
| 11      | 4      | Robert Kubica        | BMW Sauber          | 1:35.553 | 1:36.697 |          | 11   |
| 12      | 21     | Giancarlo Fisichella | Force India-Ferrari | 1:36.280 | 1:36.698 |          | 12   |
| 13      | 9      | David Coulthard      | Red Bull-Renault    | 1:36.485 | 1:37.284 |          | 13   |
| 14      | 1      | Kimi Räikkönen       | Ferrari             | 1:35.965 | 1:37.522 |          | 14   |
| 15      | 22     | Lewis Hamilton       | McLaren-Mercedes    | 1:35.394 | 1:39.265 |          | 15   |
| 16      | 17     | Rubens Barrichello   | Honda               | 1:36.510 |          |          | 16   |
| 17      | 6      | Nelson Piquet jr.    | Renault             | 1:36.630 |          |          | 17   |
| 18      | 8      | Kazuki Nakajima      | Williams-Toyota     | 1:36.653 |          |          | 18   |
| 19      | 16     | Jenson Button        | Honda               | 1:37.006 |          |          | 19   |
| 20      | 20     | Adrian Sutil         | Force India-Ferrari | 1:37.417 |          |          | 20   |

## Race
| Positie | Nummer | Coureur              | Team                | Rondes | Tijd/Oorzaak uitval | Startplaats | Punten |
| ------- | ------ | -------------------- | ------------------- | ------ | ------------------- | ----------- | ------ |
| 1       | 15     | Sebastian Vettel     | Toro Rosso-Ferrari  | 53     | 1:26:47.494         | 1           | 10     |
| 2       | 23     | Heikki Kovalainen    | McLaren-Mercedes    | 53     | +12.512             | 2           | 8      |
| 3       | 4      | Robert Kubica        | BMW Sauber          | 53     | +20.471             | 11          | 6      |
| 4       | 5      | Fernando Alonso      | Renault             | 53     | +23.903             | 8           | 5      |
| 5       | 3      | Nick Heidfeld        | BMW Sauber          | 53     | +27.748             | 10          | 4      |
| 6       | 2      | Felipe Massa         | Ferrari             | 53     | +28.816             | 6           | 3      |
| 7       | 22     | Lewis Hamilton       | McLaren-Mercedes    | 53     | +29.912             | 15          | 2      |
| 8       | 10     | Mark Webber          | Red Bull-Renault    | 53     | +32.048             | 3           | 1      |
| 9       | 1      | Kimi Räikkönen       | Ferrari             | 53     | +39.468             | 14          |        |
| 10      | 6      | Nelson Piquet jr.    | Renault             | 53     | +54.445             | 17          |        |
| 11      | 12     | Timo Glock           | Toyota              | 53     | +58.888             | 9           |        |
| 12      | 8      | Kazuki Nakajima      | Williams-Toyota     | 53     | +1:02.015           | 18          |        |
| 13      | 11     | Jarno Trulli         | Toyota              | 53     | +1:05.954           | 7           |        |
| 14      | 7      | Nico Rosberg         | Williams-Toyota     | 53     | +1:08.635           | 5           |        |
| 15      | 16     | Jenson Button        | Honda               | 53     | +1:13.370           | 19          |        |
| 16      | 9      | David Coulthard      | Red Bull-Renault    | 52     | +1 ronde            | 13          |        |
| 17      | 17     | Rubens Barrichello   | Honda               | 52     | +1 ronde            | 16          |        |
| 18      | 14     | Sébastien Bourdais   | Toro Rosso-Ferrari  | 52     | +1 ronde            | 4           |        |
| 19      | 20     | Adrian Sutil         | Force India-Ferrari | 51     | +2 rondes           | 20          |        |
| DNF     | 21     | Giancarlo Fisichella | Force India-Ferrari | 11     | Ongeluk             | 12          |        |

## Wetenswaardigheden
- Kazuki Nakajima en Jenson Button startten de race vanuit de pitstraat.
- Sebastian Vettel was met deze overwinning de jongste coureur die ooit een Formule 1-wedstrijd won. Dit record bleef staan tot 15 mei 2016, toen Max Verstappen op achttienjarige leeftijd de Grand Prix van Spanje 2016 won.

## Statistieken
| Snelste ronde | Kimi Räikkönen | Ferrari | 1:28.047 |

## Noot
- Dit was de eerste pole position, eerste podiumplaats en eerste Grand Prix-winst (en zodoende ook de eerste 'dubbel') voor Sebastian Vettel.

1921 · 1922 · 1923 · 1924 · 1925 · 1926 · 1927 · 1928 · 1931 · 1932 · 1933 · 1934 · 1935 · 1936 · 1937 · 1938 · 1947 · 1948 · 1949 · 1950 · 1951 · 1952 · 1953 · 1954 · 1955 · 1956 · 1957 · 1958 · 1959 · 1960 · 1961 · 1962 · 1963 · 1964 · 1965 · 1966 · 1967 · 1968 · 1969 · 1970 · 1971 · 1972 · 1973 · 1974 · 1975 · 1976 · 1977 · 1978 · 1979 · 1980 · 1981 · 1982 · 1983 · 1984 · 1985 · 1986 · 1987 · 1988 · 1989 · 1990 · 1991 · 1992 · 1993 · 1994 · 1995 · 1996 · 1997 · 1998 · 1999 · 2000 · 2001 · 2002 · 2003 · 2004 · 2005 · 2006 · 2007 · 2008 · 2009 · 2010 · 2011 · 2012 · 2013 · 2014 · 2015 · 2016 · 2017 · 2018 · 2019 · 2020 · 2021 · 2022 · 2023 · 2024 · 2025